# Antipaïne
L'antipaïne ou antipainest un oligopeptide isolé à partir d'actinomycètes et utilisé en recherche biochimique comme inhibiteur de protéase. C'est le premier peptide naturel pour lequel on a pu établir qu'il contient un groupe uréylène –NH–CO–NH–. Il s'agit spécifiquement d'un inhibiteur de la trypsine et de la papaïne.
L'antipaïne a été cristallisée sous forme complexée avec la carboxypeptidase du blé et l'oligopeptidase B (en) de Leishmania major (en). Dans ces deux cas, le carbonyle de l'arginine terminale de l'antipaïne forme une liaison covalente avec la sérine du site actif de la peptidase, ici des protéases à sérine.
L'antipain est aussi utilisé comme antibiotique inhibiteur de protéase.

## Chaîne peptidique
La structure de cet oligopeptide peut être décrite comme N2-{[(1S)-1-carboxy-2-phényléthyl]carbamoyl}-N5-(diaminométhylidène)-L-ornithyl-N-{(2S)-5-[(diaminométhylidène)amino]-1-oxopentan-2-yl}-L-valinamide.